# Йон Ціріак
Йон Ціріак (нар. 9 травня 1939) — колишній румунський тенісист.
Найвищу одиночну позицію світового рейтингу — 19 місце досяг 2011, парну — 8 місце — 9 квітня 1979 року.
Здобув 1 одиночний та 22 парні титули.
Перемагав на турнірах Великого шолома в парному розряді.
Завершив кар'єру 1979 року.

## Загальна статистика

### Фінали турнірів Великого шолома

#### Парний розряд 2 (1–1)
| Результат | Рік  | Турнір                      | Покриття | Партнер      | Суперники                     | Рахунок       |
| --------- | ---- | --------------------------- | -------- | ------------ | ----------------------------- | ------------- |
| Поразка   | 1966 | Чемпіонат Франції           | Ґрунт    | Іліє Настасе | Денніс Ролстрон Кларк Гребнер | 3–6, 3–6, 0–6 |
| Перемога  | 1970 | Відкритий чемпіонат Франції | Ґрунт    | Іліє Настасе | Артур Еш Чарлі Пасарелл       | 6–2, 6–4, 6–3 |

### Фінали Гран-прі та WCT (24–25)

#### Одиночний розряд (2–1)
| Результат | В-П | Дата     | Турнір               | Покриття   | Суперник     | Рахунок            |
| --------- | --- | -------- | -------------------- | ---------- | ------------ | ------------------ |
| Перемога  | 1–0 | Сер 1970 | Мюнхен, Німеччина    | Ґрунт      | Нікола Пилич | 2–6, 9–7, 6–3, 6–4 |
| Перемога  | 2–0 | Тра 1971 | Мадрид, Іспанія      | Ґрунт      | Іліє Настасе | 7–5, 6–1, 6–0      |
| Поразка   | 2–1 | Лют 1972 | Омаха, Небраска, США | Тверде (i) | Іліє Настасе | 6–2, 0–6, 1–6      |

#### Парний розряд (22–24)
Легенда
| Турніри Великого шолома |
| Grand Prix Masters      |
| Group 1 турніри         |
| Group 2 турніри         |
| Team events             |

| Результат | В-П   | Дата     | Турнір                                      | Покриття   | Партнер         | Суперники                          | Рахунок                       |
| --------- | ----- | -------- | ------------------------------------------- | ---------- | --------------- | ---------------------------------- | ----------------------------- |
| Перемога  | 1–0   | Лют 1970 | Philadelphia WCT, США                       | Килим      | Іліє Настасе    | Артур Еш Денніс Ролстрон           | 6–4, 6–3                      |
| Перемога  | 2–0   | Тра 1970 | Відкритий чемпіонат Франції, Париж          | Ґрунт      | Іліє Настасе    | Артур Еш Чарлі Пасарелл            | 6–2, 6–4, 6–3                 |
| Перемога  | 3–0   | Кві 1970 | Рим, Італія                                 | Ґрунт      | Іліє Настасе    | Білл Боурі Овен Девідсон           | 0–6, 10–8, 6–3, 6–8, 6–1      |
| Поразка   | 3–1   | Лип 1970 | Washington Open, США                        | Ґрунт      | Іліє Настасе    | Боб Г'юїтт Фрю Макміллан           | 5–7, 0–6                      |
| Перемога  | 4–1   | Лип 1970 | Мастерс Цинциннаті, США                     | Ґрунт      | Іліє Настасе    | Боб Г'юїтт Фрю Макміллан           | 6–3, 6–4                      |
| Поразка   | 4–2   | Лип 1970 | Індіанаполіс, США                           | Ґрунт      | Іліє Настасе    | Артур Еш Кларк Гребнер             | 6–2, 4–6, 4–6                 |
| Поразка   | 4–3   | Лис 1970 | Лондон, Велика Британія                     | Килим      | Іліє Настасе    | Кен Роузволл Стен Сміт             | 4–6, 3–6, 2–6                 |
| Перемога  | 5–3   | Бер 1971 | Гемптон, США                                | Тверде (i) | Іліє Настасе    | Кларк Гребнер Томас Кош            | 6–4, 4–6, 7–5                 |
| Перемога  | 6–3   | Кві 1971 | Монте-Карло, Монако                         | Ґрунт      | Іліє Настасе    | Том Оккер Роджер Тейлор            | 1–6, 6–3, 6–3, 8–6            |
| Поразка   | 6–4   | Кві 1971 | Палермо, Сицилія, Італія                    | Ґрунт      | Іліє Настасе    | Жорж Говен П'єрр Бартес            | 2–6, 3–6                      |
| Поразка   | 6–5   | Тра 1971 | Брюссель, Бельгія                           | Ґрунт      | Іліє Настасе    | Марті Ріссен Том Оккер             |                               |
| Перемога  | 7–5   | Лют 1972 | Канзас-Сіті, США                            | Indoor     | Іліє Настасе    | Андрес Хімено Мануель Орантес      | 6–7, 6–4, 7–6                 |
| Поразка   | 7–6   | Лют 1972 | Лос-Анджелес, Каліфорнія, США               |            | Іліє Настасе    | Джим Осборн Джим Макманус          | 2–6, 7–5, 4–6                 |
| Перемога  | 8–6   | Бер 1972 | Гемптон, США                                | Тверде (i) | Іліє Настасе    | Андрес Хімено Мануель Орантес      | 6–4, 7–6                      |
| Перемога  | 9–6   | Кві 1972 | Рим, Італія                                 | Ґрунт      | Іліє Настасе    | Лью Гоуд Фрю Макміллан             | 3–6, 3–6, 6–4, 6–3, 5–3, RET. |
| Поразка   | 9–7   | Тра 1972 | Борнмут, Англія                             | Ґрунт      | Іліє Настасе    | Фрю Макміллан Боб Г'юїтт           | 5–7, 2–6                      |
| Поразка   | 9–8   | Чер 1972 | Гамбург, Німеччина                          | Ґрунт      | Боб Г'юїтт      | Іліє Настасе Ян Кодеш              | 6–4, 0–6, 6–3, 2–6, 2–6       |
| Перемога  | 10–8  | Сер 1972 | Монреаль, Канада                            | Ґрунт      | Іліє Настасе    | Ян Кодеш Ян Кукал                  | 7–6, 6–3                      |
| Поразка   | 10–9  | Лют 1973 | Де-Мойн, Айова, США                         | Тверде     | Хуан Хісберт    | Ян Кукал Їржі Гржебець             | 6–4, 6–7, 1–6                 |
| Поразка   | 10–10 | Бер 1973 | Гемптон, Вірджинія, США                     | Тверде     | Джиммі Коннорс  | Іліє Настасе Кларк Гребнер         | 6–4, 6–7, 1–6                 |
| Перемога  | 11–10 | Бер 1973 | Валенсія, Іспанія                           | Ґрунт      | Майк Естеп      | Патрік Гомберґен Бернар Міньйо     | 6–4, 1–6, 10–8                |
| Поразка   | 11–11 | Кві 1973 | Барселона, Іспанія                          | Ґрунт      | Майк Естеп      | Мануель Орантес Хуан Хісберт       | 4–6, 6–7                      |
| Поразка   | 11–12 | Тра 1973 | Борнмут, Англія                             | Ґрунт      | Адріано Панатта | Іліє Настасе Хуан Хісберт          | 4–6, 6–8                      |
| Поразка   | 11–13 | Чер 1973 | Гамбург, Німеччина                          | Ґрунт      | Мануель Орантес | Ганс-Юрген Поманн Юрген Фассбендер | 6–7, 6–7, 6–7                 |
| Поразка   | 11–14 | Чер 1973 | Істборн, Англія                             | Трава      | Мануель Орантес | Джим Макманус Ове Нільс Бенгтсон   | 4–6, 6–4, 5–7                 |
| Перемога  | 12–14 | Сер 1973 | Луїсвілл, Кентуккі, США                     | Ґрунт      | Мануель Орантес | Кларк Гребнер Джон Ньюкомб         | 0–6, 6–4, 6–3                 |
| Поразка   | 12–15 | Сер 1973 | Індіанаполіс, Індіана, США                  | Ґрунт      | Мануель Орантес | Фрю Макміллан Боб Кармайкл         | 3–6, 4–6                      |
| Перемога  | 13–15 | Січ 1977 | Балтимор, Меріленд, США                     | Килим      | Гільєрмо Вілас  | Росс Кейс Ян Кодеш                 | 6–3, 6–7, 6–4                 |
| Поразка   | 13–16 | Лют 1977 | Спрингфілд, Массачусетс                     | Килим      | Гільєрмо Вілас  | Фрю Макміллан Боб Г'юїтт           | 6–7, 6–2                      |
| Поразка   | 14–16 | Бер 1977 | Ніцца, Франція                              | Ґрунт      | Гільєрмо Вілас  | Кріс Кехел Кріс Льюїс              | 6–4, 6–1                      |
| Поразка   | 14–17 | Лип 1977 | Саут-Орандж, Нью-Джерсі, США                | Ґрунт      | Гільєрмо Вілас  | Колін Діблі Войцех Фібак           | 1–6, 5–7                      |
| Поразка   | 14–18 | Вер 1977 | Париж, Франція                              | Ґрунт      | Іліє Настасе    | Жак Тамен Крістоф Роже-Васслен     | 2–6, 6–4, 3–6                 |
| Перемога  | 15–18 | Вер 1977 | Екс-ан-Прованс, Франція                     | Ґрунт      | Іліє Настасе    | Патріс Домінгес Рольф Норберг      | 7–5, 7–6                      |
| Перемога  | 16–18 | Жов 1977 | Тегеран, Іран                               | Ґрунт      | Гільєрмо Вілас  | Боб Г'юїтт Фрю Макміллан           | 1–6, 6–1, 6–4                 |
| Перемога  | 17–18 | Жов 1977 | Тегеран, Іран                               | Ґрунт      | Гільєрмо Вілас  | Боб Г'юїтт Фрю Макміллан           | 1–6, 6–1, 6–4                 |
| Перемога  | 18–18 | Лис 1977 | Буенос-Айрес, Аргентина                     | Ґрунт      | Гільєрмо Вілас  | Рікардо Кано Антоніо Муньйос       | 6–4, 6–0                      |
| Перемога  | 19–18 | Тра 1978 | Мюнхен, Німеччина                           | Ґрунт      | Гільєрмо Вілас  | Юрген Фассбендер Том Оккер         | 3–6, 6–4, 7–6                 |
| Поразка   | 19–19 | Лип 1978 | Саут-Орандж, Нью-Джерсі, США                | Ґрунт      | Гільєрмо Вілас  | Джон Макінрой Пітер Флемінг        | 3–6, 3–6                      |
| Перемога  | 20–19 | Вер 1978 | Екс-ан-Прованс, Франція                     | Ґрунт      | Гільєрмо Вілас  | Ян Кодеш Томаш Шмід                | 7–6, 6–1                      |
| Поразка   | 20–20 | Лис 1978 | Paris Bercy, Франція                        | Тверде     | Гільєрмо Вілас  | Ендрю Паттісон Брюс Менсон         | 6–7, 2–6                      |
| Поразка   | 20–21 | Січ 1979 | Гобарт, Тасманія, Австралія                 | Трава      | Гільєрмо Вілас  | Боб Гілтінен Філ Дент              | 6–8                           |
| Поразка   | 20–22 | Січ 1979 | Ричмонд (Вірджинія), США                    | Килим      | Гільєрмо Вілас  | Джон Макінрой Браян Готтфрід       | 4–6, 3–6                      |
| Перемога  | 21–22 | Бер 1979 | Сан-Хосе, Коста-Рика                        | Тверде     | Гільєрмо Вілас  | Ананд Амрітрадж Колін Діблі        | 7–6, 6–1                      |
| Поразка   | 21–23 | Тра 1979 | Відкритий чемпіонат Франції, Париж, Франція | Ґрунт      | Вірджинія Рузіч | Венді Тернбулл Боб Г'юїтт          | 3–6, 6–2, 3–6                 |
| Поразка   | 21–24 | Лип 1979 | Гштад, Швейцарія                            | Ґрунт      | Гільєрмо Вілас  | Джон Маркс Марк Едмондсон          | 3–6, 6–2, 3–6                 |
| Перемога  | 22–24 | Лип 1979 | Норт-Конвей, США                            | Ґрунт      | Гільєрмо Вілас  | Джон Седрі Тім Вілкінсон           | 6–4, 7–6                      |

### Часовий графік результатів

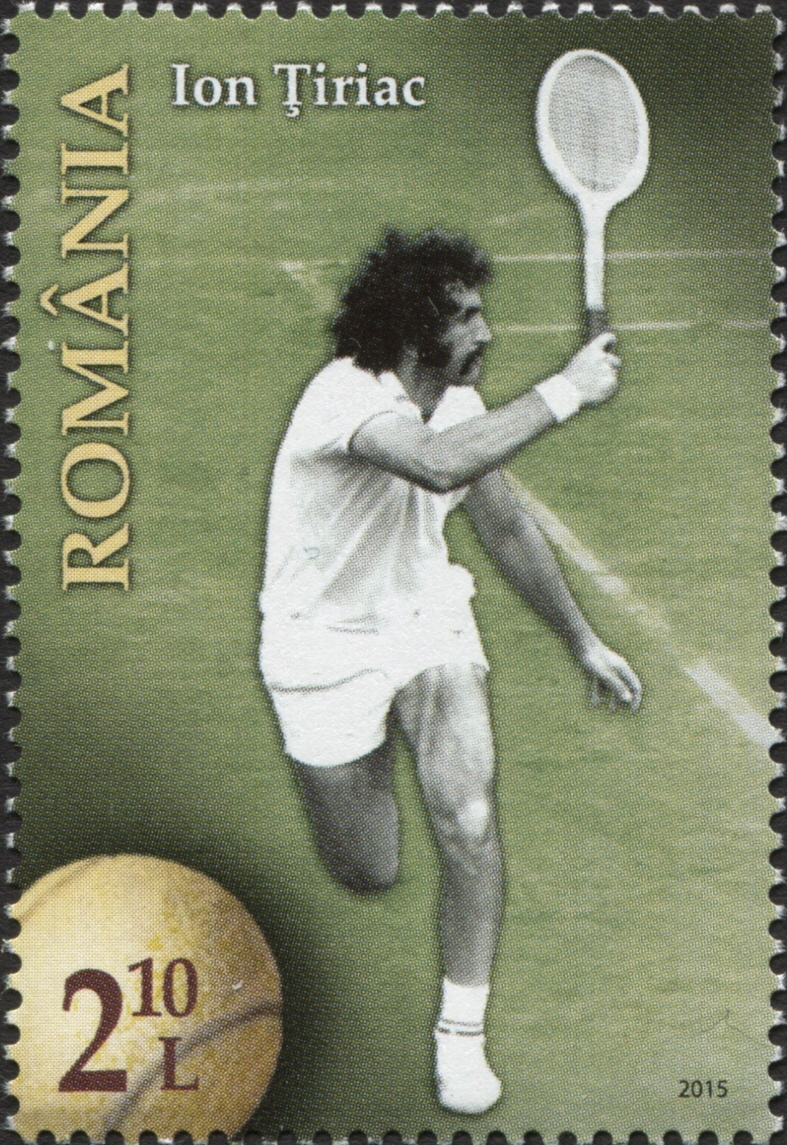
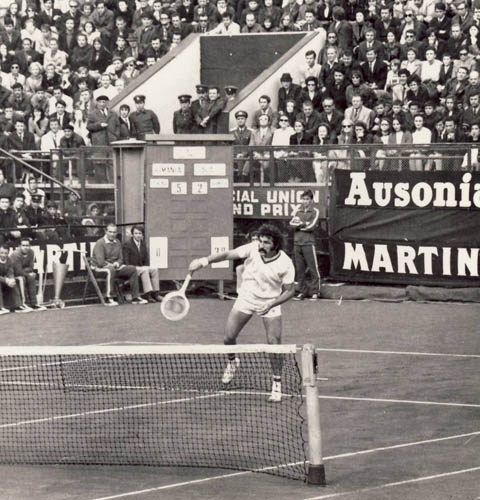

| W | Ф | ПФ | ЧФ | #Р | КТ | К# | DNQ | A | NH |

| Турнір                                 | 1965 | 1966 | 1967 | 1968 | 1969 | 1970 | 1971 | 1972 | 1973 | 1974 | 1975 | 1976 | 1977 | 1977 | 1978 | SR     | В-П   | Win % |
| -------------------------------------- | ---- | ---- | ---- | ---- | ---- | ---- | ---- | ---- | ---- | ---- | ---- | ---- | ---- | ---- | ---- | ------ | ----- | ----- |
| Турніри Великого шолома                |      |      |      |      |      |      |      |      |      |      |      |      |      |      |      |        |       |       |
| Відкритий чемпіонат Австралії з тенісу | A    | A    | A    | A    | A    | A    | A    | A    | A    | A    | A    | A    | 2р   | A    | 1р   | 0 / 2  | 1–2   | 33.33 |
| Відкритий чемпіонат Франції з тенісу   | 3р   | 3р   | 3р   | ЧФ   | 2р   | 4р   | 1р   | 1р   | 2р   | A    | A    | A    | A    | A    | A    | 0 / 9  | 15–9  | 62.50 |
| Вімблдонський турнір                   | A    | 1р   | 4р   | 2р   | 2р   | 2р   | 3р   | 4р   | A    | 1р   | 1р   | A    | A    | A    | 1р   | 0 / 10 | 11–10 | 52.38 |
| Відкритий чемпіонат США з тенісу       | A    | A    | A    | A    | 2р   | A    | 2р   | 2р   | 3р   | A    | A    | A    | A    | A    | A    | 0 / 4  | 5–4   | 55.55 |
| В-П                                    | 2–1  | 2–2  | 5–2  | 5–2  | 3–3  | 4–2  | 3–3  | 4–3  | 3–2  | 0–1  | 0–1  | n/a  | 1–1  | 1–1  | 0–2  | 0 / 25 | 32–25 | 56.14 |